# Гьоре Гьорески
Гьоре Гьорески с псевдоним Делчо (на македонска литературна норма: Ѓоре Ѓорески - Делчо) е политик от Социалистическа република Македония и деец на НОВМ.

## Биография
Роден е на 18 април 1926 година в град Прилеп. През ноември 1940 година става член на СКМЮ, а на 11 октомври 1941 година става член на Прилепският народоосвободителен партизански отряд „Гоце Делчев“. Отрядът е разпуснат на 25 декември същата година и малко след това е арестуван и осъден на три годони затвор. През май 1944 година излиза от затвора и през юли става секретар на СКМЮ на Велешко-прилепския народоосвободителен партизански отряд „Трайче Петкановски“. От 9 юли 1944 е член на МКП. По-късно е секретар на СКМЮ на батальон и на пета македонска ударна бригада, както и на четиридесет и девета македонска дивизия на НОВЮ.
След Втората световна война става инструктор на Покрайненския комитет на СКМЮ, както и секретар на Градския и Окръжния комитет на СКМЮ за Битоля. Отделно е член на Бюрото на Окръжния и Градския комитет на МКП в Битоля. Завършва Философския факултет на Скопския университет. Преподава в средна партийна школа на ЦК на МКП. Отделно е секретар на Градския комитет на МКП за Прилеп. От 1 май 1952 до 1 септември 1958 е дипломат. Известен период от време е организационен секретар на Градския комитет на МКП в Скопие, член на ЦК на МКП. Между април 1965 и 1968 е член на Изпълнителния комитет на МКП и ръководител на Комисията на ЦК на МКП за международните връзки и народностите. Носител е на Партизански възпоменателен медал 1941 година.